# Oberstabsveterinär
Der Oberstabsveterinär ist einer der Dienstgrade der Bundeswehr. Oberstabsveterinäre sind Sanitätsoffiziere mit einer Approbation als Tierarzt. Der Dienstgrad wird durch den Bundespräsidenten mit der Anordnung des Bundespräsidenten über die Dienstgradbezeichnungen und die Uniform der Soldaten auf Grundlage des Soldatengesetzes festgesetzt.

## Dienststellungen
Oberstabsveterinäre werden in einer Sanitätseinrichtung der Bundeswehr (z. B. im Veterinärtrupp des Einsatz- und Ausbildungszentrums für Tragtierwesen 230, der Diensthundeklinik oder in einer der Überwachungsstellen für öffentlich-rechtliche Aufgaben) als „Kommandoveterinär“ in den Bereichen Tierschutz, Tierseuchenbekämpfung, Tierhaltung und zur tiermedizinischen Betreuung der bundeswehreigenen Diensthunde, Maultiere und Haflinger eingesetzt. Als „Institutsveterinär“ (z. B. in der Sanitätsakademie und angegliederten Instituten wie dem Institut für Mikrobiologie der Bundeswehr oder in einem der Zentralen Institute des Sanitätsdienstes) erfolgt der Einsatz in den Fachgebieten Histologie, Lebensmitteltechnologie, Mikrobiologie, Lebensmittelhygiene usw. Oberstabsveterinäre führen, insbesondere wenn sie bereits Fachtierärzte sind, Arztgruppen und Fachabteilungen, oder sind stellvertretender Kommandeure (z. B. des Einsatz- und Ausbildungszentrums für Tragtierwesen). Leiter der Diensthundeklinik ist ebenfalls ein Oberstabsveterinär. Wie auch andere Stabsoffiziere bearbeiten sie in den Referaten und Abteilungen in Kommandobehörden, Ämtern oder im Ministerium (veterinärmedizinische) Fachfragen. An den Ausbildungseinrichtungen der Bundeswehr lehren Oberstabsveterinäre als Dozenten.

## Ernennung
Für die Ernennung zum Oberstabsveterinär oder die Einstellung mit diesem Dienstgrad gelten dieselben gesetzlichen Grundlagen und Anforderungen beispielsweise hinsichtlich Mindestdienstzeit, Laufbahnzugehörigkeit und Dienstverhältnis wie bei Oberstabsärzten. Statt einer Approbation als Arzt oder Zahnarzt ist die Approbation als Tierarzt Voraussetzung. Bei einer Einstellung als Oberstabsveterinär ist abweichend statt einer Zulassung als Gebiets- oder Facharzt die Qualifikation zum Fachtierarzt oder die zweijährige Tätigkeit als Amtstierarzt gefordert.

## Dienstgradabzeichen

Aufschiebe-
schlaufen für Feldanzug

Das Dienstgradabzeichen für Oberstabsveterinäre entspricht im Wesentlichen dem für Oberstabsärzte. Zur Unterscheidung der Oberstabsveterinäre dient ein Laufbahnabzeichen in Form eines abgewandelten Äskulapstabes. Die Schlange windet sich im Laufbahnabzeichen für Tierärzte in doppelter Windung (um einen nicht dargestellten Stab).

## Geschichte
Der Dienstgrad wurde mit der sechsten Anordnung des Bundespräsidenten über die Dienstgradbezeichnungen und die Uniform der Soldaten vom 5. Mai 1966 neu geschaffen.

## Sonstiges
Hinsichtlich Befehlsgewalt in truppendienstlicher und fachlicher Hinsicht im Sinne der Vorgesetztenverordnung und Wehrdisziplinarordnung, hinsichtlich äquivalenter, nach- und übergeordneter Dienstgrade im Sinne der ZDv 14/5 und hinsichtlich der Besoldung sind im Übrigen Oberstabsveterinäre dem Oberstabsarzt gleichgestellt. In der nach der Soldatenlaufbahnverordnung und ZDv 20/7 regelmäßig zu durchlaufenden Beförderungsreihenfolge ist der vorangehende Dienstgrad der Stabsveterinär und der nachfolgende Dienstgrad der Oberfeldveterinär. Dienstgrade für Veterinäre führen ausschließlich Heeresuniformträger.
| Offizierdienstgrad |                                                                            | |
| Niedrigerer Dienstgrad |                                                                            | Höherer Dienstgrad                                                                                                  |
| Stabshauptmann Stabskapitänleutnant                                                                                             | Major Korvettenkapitän Oberstabsarzt Oberstabsapotheker Oberstabsveterinär | Oberstleutnant Fregattenkapitän Oberfeldarzt Oberfeldapotheker Oberfeldveterinär Flottillenarzt Flottillenapotheker |
| Dienstgradgruppe: Mannschaften – Unteroffiziere o.P. – Unteroffiziere m.P. – Leutnante – Hauptleute – Stabsoffiziere – Generale |                                                                            | |